# Фріц Ланг
Фрідріх Крістіан Антон «Фріц» Ланг (нім. Friedrich Christian Anton "Fritz" Lang, 5 грудня 1890, Відень — 2 серпня 1976, Беверлі-Гіллз, Каліфорнія) — австрійсько-німецько-американський кінорежисер, сценарист, продюсер і актор, представник німецької школи експресіонізму у кіно, майстер темряви. Найвідоміші фільми Ланга — Метрополіс (1927) та М (1930).

## Життєпис
Найплідніший період Ланга в кінематографі припадає на 1920-ті роки. Він розпочав писати сценарії в лазареті, видужуючи від ран, отриманих на Першій світовій війні. Потім перебрався в Німеччину, де почав знімати фільми різних стилів. Найвідоміші його фільми сприяли затвердженню стилістики стилю нуар.
У 1934 році Лангу довелося втікати з Німеччини, бо, хоча він був католиком, його мама була наверненою в католицизм єврейкою. Ще раніше він розлучився з дружиною, яка вступила до рядів націонал-соціалістичної партії. Ланг зняв один фільм у Франції, потім переїхав до США, де став натуралізованим громадянином у 1939. У США режисер зняв 21 картину в різних стилях, хоча критика вважала їх гіршими за ранні роботи. На початку 1960 Ланг утратив зір, що поклало край його творчій діяльності.

## Фільмографія
| Рік  |  | Назва українською      |  | Оригінальна назва                                           |  | Країна/Опис                        |
| ---- |  | ---------------------- |  | ----------------------------------------------------------- |  | ---------------------------------- |
| 1919 |  | Харакірі               |  | Harakiri                                                    |  | за п'єсою Д. Беласко і Д. Л. Лонга |
| 1921 |  | Втомлена Смерть        |  | Der Müde Tod                                                |  | Веймарська республіка              |
| 1922 |  | Доктор Мабузе, гравець |  | Dr. Mabuse, der Spieler                                     |  | Веймарська республіка              |
| 1924 |  | Нібелунги              |  | Die Nibelungen: Siegfried, Die Nibelungen: Kriemhilds Rache |  | Веймарська республіка              |
| 1927 |  | Метрополіс             |  | Metropolis                                                  |  | Веймарська республіка              |
| 1928 |  | Шпигуни                |  | Spione                                                      |  | Веймарська республіка              |
| 1929 |  | Жінка на Місяці        |  | Frau im Mond                                                |  | Веймарська республіка              |
| 1930 |  | M                      |  | М                                                           |  | Веймарська республіка              |
| 1933 |  | Заповіт доктора Мабузе |  | Das Testament des Dr. Mabuse                                |  | Веймарська республіка              |
| 1936 |  | Лють                   |  | Fury                                                        |  | США                                |
| 1945 |  | Вулиця гріха           |  | Scarlet Street                                              |  | США                                |
| 1959 |  | Бенгальський тигр      |  | Der Tiger von Eschnapur                                     |  | за романом Теа фон Гарбоу          |
| 1959 |  | Індійська гробниця     |  | Das Indische Grabmal                                        |  | за романом Теа фон Гарбоу          |